# Hemmesta
Hemmesta är en ort i Värmdö kommun. Den är belägen på västra sidan av Värmdölandet, i den östra delen av kommunens centralort Gustavsberg. Från 2015 ingår bebyggelsen i tätorten Gustavsberg.

## Historia

### Ortnamn och tidig historia
Ortnamnet betyder Heimers boställe. Det antas ha uppstått under det första årtusendet efter Kristi födelse.
Vid Hemmesta vägskäl gick under vikingatiden en vattenled mellan Torsbyfjärden och Breviken. Runt vägskälet finns flera forntida gravfält.

### Befolkningsutveckling
| Befolkningsutvecklingen i Hemmesta 1965–2010                                                                        | Befolkningsutvecklingen i Hemmesta 1965–2010 | Befolkningsutvecklingen i Hemmesta 1965–2010 | Befolkningsutvecklingen i Hemmesta 1965–2010 | Befolkningsutvecklingen i Hemmesta 1965–2010 |
| --- | -------------------------------------------- | -------------------------------------------- | -------------------------------------------- | -------------------------------------------- |
| |                                              |                                              |                                              |                                              |
| År |                                              |                                              | Folkmängd                                    | Areal (ha)                                   |
| 1965 | 1965                                         |                                              | 548                                          | 84                                           |
| 1970 | 1970                                         |                                              | 956                                          |                                              |
| 1975 | 1975                                         |                                              | 1 615                                        |                                              |
| 1980 | 1980                                         |                                              | 1 588                                        |                                              |
| 1990 | 1990                                         |                                              | 2 976                                        | 203                                          |
| 1995 | 1995                                         |                                              | 3 097                                        | 266                                          |
| 2000 | 2000                                         |                                              | 3 224                                        | 268                                          |
| 2005 | 2005                                         |                                              | 4 577                                        | 328                                          |
| 2010 | 2010                                         |                                              | 5 240                                        | 340                                          |
| Anm.: Ny tätort 1965, sammanvuxen med Fruvik 1990, sammanvuxen med Hagaberg 2005. Sammanvuxen med Gustavsberg 2015. |                                              |                                              |                                              |                                              |

En småort med småortskod S0381 och benämningen Hemmesta existerade strax nordväst om tätorten år 1990 och omfattade 121 invånare över 30 hektar. År 1995 växte tätorten och det området blev då en del av tätorten.
I folkräkningen 1950 angav SCB att det i Värmdö landskommun fanns en tätort med 543 invånare med namnet Vik. Vid 1960 års folkräkningen hade tätortsdefinitionen gjorts om, och Vik räknades inte längre som en tätort. Åtminstone sedan 1990 års tätortsavgränsning ligger Viks skola och Viks central i den södra delen av Hemmesta tätort.

## Samhället
Ortscentrum består av Coop, frisör, restauranger och gym. Dessutom finns en mindre galleria med några butiker. Biblioteket ligger vid skolan. Vid Hemmesta vägskäl ligger en återvinningscentral.

## Kommunikationer
Hemmesta ligger vid länsväg 274, fyra kilometer från motorvägen mot Stockholm (länsväg 222) i Mölnvik. Norrut leder vägen via färja till Rindö och Vaxholm. Orten förbinds med östra Värmdölandet över länsvägen till Fagerdala (AB 667). 
SL-buss 474 går till Slussen i Stockholms innerstad var tionde minut på vardagarna, 15-minuterstrafik på helger. Resan tar cirka 45 minuter. Andra kommunikationer i vardagsrusningen är direktbussarna 435-440 som går motorvägen till Slussen, dessa resor tar högst 30 minuter. Det finns även avgångar till Cityterminalen, med buss 435C

## Hemmestaträsket
Väster och öster om Hemmesta vägskäl ligger Hemmestaträsket och Hemmesta sjöäng, våtmarker som regleras för att vara rekreationsområde och passa fåglar och fisk.